# لوريو
لوريو (بالإيطالية: Loreo)‏ هي بلدية في مقاطعة رفيغة في منطقة فنيتة، شمال إيطاليا. تقع على بعد 40 كيلومترًا (25 ميلًا) جنوب مدينة البندقية و35 كيلومترًا (22 ميلًا) شرق رفيغة.